# هاري مورغان
هاري مورغان (بالإنجليزية: Harry Morgan)‏ (و. 1915 – 2011 م) هو ممثل أفلام، وكاتب سيناريو، وممثل مسرحي، وممثل تلفزي، ومخرج تلفزيوني أمريكي، ولد في ديترويت، كان عضوًا في الحزب الديمقراطي الأمريكي، توفي في لوس أنجلوس، عن عمر يناهز 96 عاماً، بسبب ذات الرئة.

## التعليم
تعلم في Muskegon High School ‏ (حتى 1933)، وجامعة شيكاغو.

## جوائز وترشيحات
حصل على جوائز منها:
- جائزة الإيمي برايم تايم لأفضل ممثل مساعد في مسلسل كوميدي، عن عمل: ماش (مسلسل) (1980).

ترشح لـ:
- جائزة الإيمي برايم تايم لأفضل ممثل مساعد في مسلسل كوميدي، عن عمل: ماش (مسلسل) (1983)
- جائزة الإيمي برايم تايم لأفضل ممثل مساعد في مسلسل كوميدي، عن عمل: ماش (مسلسل) (1982)
- جائزة نقابة المخرجين الأمريكيين لأفضل إخراج - مسلسل كوميدي  [لغات أخرى]‏، عن عمل: ماش (مسلسل) (1981)
- جائزة الإيمي برايم تايم لأفضل ممثل مساعد في مسلسل كوميدي، عن عمل: ماش (مسلسل) (1981)
- جائزة الإيمي برايم تايم لأفضل ممثل مساعد في مسلسل كوميدي، عن عمل: ماش (مسلسل) (1980)
- جائزة إيمي برايم تايم لأفضل إخراج في مسلسل كوميدي  [لغات أخرى]‏، عن عمل: ماش (مسلسل) (1980)
- جائزة الإيمي برايم تايم لأفضل ممثل مساعد في مسلسل كوميدي، عن عمل: ماش (مسلسل) (1979)
- جائزة الإيمي برايم تايم لأفضل ممثل مساعد في مسلسل كوميدي، عن عمل: ماش (مسلسل) (1978)
- جائزة الإيمي برايم تايم لأفضل ممثل مساعد في مسلسل كوميدي، عن عمل: ماش (مسلسل) (1977)
- جائزة الإيمي برايم تايم لأفضل ممثل مساعد في مسلسل كوميدي، عن عمل: ماش (مسلسل) (1976)
- جائزة الإيمي برايم تايم لأفضل ممثل مساعد في مسلسل كوميدي، عن عمل: عروس ديسمبر  [لغات أخرى]‏ (1959).

## وصلات خارجية
- هاري مورغان على موقع IMDb (الإنجليزية)
- هاري مورغان على موقع الموسوعة البريطانية (الإنجليزية)
- هاري مورغان على موقع ألو سيني (الفرنسية)
- هاري مورغان على موقع تيرنر كلاسيك موفيز (الإنجليزية)
- هاري مورغان على موقع أول موفي (الإنجليزية)
- هاري مورغان على موقع قاعدة بيانات برودواي على الإنترنت (الإنجليزية)
- هاري مورغان على موقع قاعدة بيانات برودواي على الإنترنت (الإنجليزية)
- هاري مورغان على موقع قاعدة بيانات الأفلام السويدية (السويدية)
- هاري مورغان على موقع إن إن دي بي (الإنجليزية)
- هاري مورغان على موقع قاعدة بيانات الفيلم (الإنجليزية)